# Supercopa de Costa Rica 2021
La Supercopa de Costa Rica 2021, también conocida como la Supercopa Liga Promerica por motivos de patrocinio, fue la tercera edición de la Supercopa de Costa Rica. El encuentro fue disputado entre el vencedor del Torneo de Apertura 2020 y el vencedor del Torneo de Clausura 2021, en el Estadio Nacional de Costa Rica.

## Participantes
|  |  | L. D. Alajuelense  |  | Campeón del Torneo Apertura (2020) |
|  |  | Deportivo Saprissa |  | Campeón del Torneo Clausura (2021) |

## Desarrollo

### Sede
El Estadio Nacional repite como la sede en la edición III. Se discutió la sede del juego dentro de UNAFUT, existiendo la posibilidad de jugarlo en los Estados Unidos para contar con público en las gradas, sin embargo esto no fue posible por temas de calendario. Saprissa fue escogido como el equipo local, después del sorteo realizado el 30 de julio, localía que define aspectos de logística y organización del evento. En caso de empate en los 90 minutos reglamentarios, el título se definiría mediante los lanzamientos desde el punto de penal.

## Final
| 13    | POR   | Aarón Cruz        |     |
| 12    | DEF   | Ricardo Blanco    |     |
| 4     | DEF   | Kendall Waston    |     |
| 52    | DEF   | Aubrey David      |     |
| 34    | DEF   | Walter Cortés     |     |
| 8     | MED   | David Guzmán      |     |
| 11    | MED   | Michael Barrantes | 56' |
| 20    | MED   | Mariano Torres    | 63' |
| 2     | DEL   | Christian Bolaños | 76' |
| 26    | DEL   | Daniel Colindres  | 62' |
| 24    | DEL   | Orlando Sinclair  | 63' |
| D. T. | D. T. | Mauricio Wright   |     |

| 23    | POR   | Leonel Moreira     |     |
| 12    | DEF   | Ian Smith          | 65' |
| 22    | DEF   | Giancarlo González |     |
| 4     | DEF   | Daniel Arreola     | 78' |
| 5     | DEF   | Yurguin Román      |     |
| 10    | MED   | Bryan Ruiz         | 76' |
| 11    | MED   | Alexander López    | 76' |
| 16    | MED   | Alonso Martínez    |     |
| 7     | MED   | Barlon Sequeira    | 45' |
| 8     | DEL   | Johan Venegas      |     |
| 9     | DEL   | Marcel Hernández   |     |
| D. T. | D. T. | Andrés Carevic     |     |

| 10 | MED | Marvin Angulo      | 56' |
| 7  | MED | Jossimar Pemberton | 62' |
| 9  | DEL | David Ramírez      | 63' |
| 6  | MED | Jaylon Hadden      | 63' |
| 14 | DEL | Ariel Rodríguez    | 76' |

| 17 | DEL | Carlos Mora      | 45' |
| 25 | MED | Aarón Suárez     | 65' |
| 26 | MED | Bernald Alfaro   | 76' |
| 28 | MED | Brandon Aguilera | 76' |
| 13 | DEF | Alexis Gamboa    | 78' |

| 38' · 53' · 58' (pen.) · 75' | Daniel Colindres Christian Bolañoss David Ramírez | 1:1 2:1 3:1 4:1 |

| 17' | Johan Venegas | 0:1 |

| 41' · 66' · 89' | Walter Cortés Aubrey David Jossimar Pemberton |

| 35' | Barlon Sequeira |

| Principal  | Juan Gabriel Calderón |
| Asistentes | Juan Carlos Mora      |
|            | William Chow          |
| Cuarto     | Carlos Salazar        |

|                    |     | [[Archivo:\|border\|30px]] |
| Tiros a puerta     | 8   | 4                          |
| Faltas             | 11  | 4                          |
| Saques de esquina  | 4   | 8                          |
| Penaltis           | 1   | 0                          |
| Fueras de juego    | 0   | 1                          |
| Posesión del balón | 53% | 47%                        |

| Alineación inicial |

| 13    | POR   | Aarón Cruz        |     |
| 12    | DEF   | Ricardo Blanco    |     |
| 4     | DEF   | Kendall Waston    |     |
| 52    | DEF   | Aubrey David      |     |
| 34    | DEF   | Walter Cortés     |     |
| 8     | MED   | David Guzmán      |     |
| 11    | MED   | Michael Barrantes | 56' |
| 20    | MED   | Mariano Torres    | 63' |
| 2     | DEL   | Christian Bolaños | 76' |
| 26    | DEL   | Daniel Colindres  | 62' |
| 24    | DEL   | Orlando Sinclair  | 63' |
| D. T. | D. T. | Mauricio Wright   |     |

| 23    | POR   | Leonel Moreira     |     |
| 12    | DEF   | Ian Smith          | 65' |
| 22    | DEF   | Giancarlo González |     |
| 4     | DEF   | Daniel Arreola     | 78' |
| 5     | DEF   | Yurguin Román      |     |
| 10    | MED   | Bryan Ruiz         | 76' |
| 11    | MED   | Alexander López    | 76' |
| 16    | MED   | Alonso Martínez    |     |
| 7     | MED   | Barlon Sequeira    | 45' |
| 8     | DEL   | Johan Venegas      |     |
| 9     | DEL   | Marcel Hernández   |     |
| D. T. | D. T. | Andrés Carevic     |     |

| 10 | MED | Marvin Angulo      | 56' |
| 7  | MED | Jossimar Pemberton | 62' |
| 9  | DEL | David Ramírez      | 63' |
| 6  | MED | Jaylon Hadden      | 63' |
| 14 | DEL | Ariel Rodríguez    | 76' |

| 17 | DEL | Carlos Mora      | 45' |
| 25 | MED | Aarón Suárez     | 65' |
| 26 | MED | Bernald Alfaro   | 76' |
| 28 | MED | Brandon Aguilera | 76' |
| 13 | DEF | Alexis Gamboa    | 78' |

| 38' · 53' · 58' (pen.) · 75' | Daniel Colindres Christian Bolañoss David Ramírez | 1:1 2:1 3:1 4:1 |

| 17' | Johan Venegas | 0:1 |

| 41' · 66' · 89' | Walter Cortés Aubrey David Jossimar Pemberton |

| 35' | Barlon Sequeira |

| Principal  | Juan Gabriel Calderón |
| Asistentes | Juan Carlos Mora      |
|            | William Chow          |
| Cuarto     | Carlos Salazar        |

|                    |     | [[Archivo:\|border\|30px]] |
| Tiros a puerta     | 8   | 4                          |
| Faltas             | 11  | 4                          |
| Saques de esquina  | 4   | 8                          |
| Penaltis           | 1   | 0                          |
| Fueras de juego    | 0   | 1                          |
| Posesión del balón | 53% | 47%                        |

| Alineación inicial |

| 13    | POR   | Aarón Cruz        |     |
| 12    | DEF   | Ricardo Blanco    |     |
| 4     | DEF   | Kendall Waston    |     |
| 52    | DEF   | Aubrey David      |     |
| 34    | DEF   | Walter Cortés     |     |
| 8     | MED   | David Guzmán      |     |
| 11    | MED   | Michael Barrantes | 56' |
| 20    | MED   | Mariano Torres    | 63' |
| 2     | DEL   | Christian Bolaños | 76' |
| 26    | DEL   | Daniel Colindres  | 62' |
| 24    | DEL   | Orlando Sinclair  | 63' |
| D. T. | D. T. | Mauricio Wright   |     |

| 23    | POR   | Leonel Moreira     |     |
| 12    | DEF   | Ian Smith          | 65' |
| 22    | DEF   | Giancarlo González |     |
| 4     | DEF   | Daniel Arreola     | 78' |
| 5     | DEF   | Yurguin Román      |     |
| 10    | MED   | Bryan Ruiz         | 76' |
| 11    | MED   | Alexander López    | 76' |
| 16    | MED   | Alonso Martínez    |     |
| 7     | MED   | Barlon Sequeira    | 45' |
| 8     | DEL   | Johan Venegas      |     |
| 9     | DEL   | Marcel Hernández   |     |
| D. T. | D. T. | Andrés Carevic     |     |

| 10 | MED | Marvin Angulo      | 56' |
| 7  | MED | Jossimar Pemberton | 62' |
| 9  | DEL | David Ramírez      | 63' |
| 6  | MED | Jaylon Hadden      | 63' |
| 14 | DEL | Ariel Rodríguez    | 76' |

| 17 | DEL | Carlos Mora      | 45' |
| 25 | MED | Aarón Suárez     | 65' |
| 26 | MED | Bernald Alfaro   | 76' |
| 28 | MED | Brandon Aguilera | 76' |
| 13 | DEF | Alexis Gamboa    | 78' |

| 38' · 53' · 58' (pen.) · 75' | Daniel Colindres Christian Bolañoss David Ramírez | 1:1 2:1 3:1 4:1 |

| 17' | Johan Venegas | 0:1 |

| 41' · 66' · 89' | Walter Cortés Aubrey David Jossimar Pemberton |

| 35' | Barlon Sequeira |

| Principal  | Juan Gabriel Calderón |
| Asistentes | Juan Carlos Mora      |
|            | William Chow          |
| Cuarto     | Carlos Salazar        |

|                    |     | [[Archivo:\|border\|30px]] |
| Tiros a puerta     | 8   | 4                          |
| Faltas             | 11  | 4                          |
| Saques de esquina  | 4   | 8                          |
| Penaltis           | 1   | 0                          |
| Fueras de juego    | 0   | 1                          |
| Posesión del balón | 53% | 47%                        |

| Alineación inicial |

| 13    | POR   | Aarón Cruz        |     |
| 12    | DEF   | Ricardo Blanco    |     |
| 4     | DEF   | Kendall Waston    |     |
| 52    | DEF   | Aubrey David      |     |
| 34    | DEF   | Walter Cortés     |     |
| 8     | MED   | David Guzmán      |     |
| 11    | MED   | Michael Barrantes | 56' |
| 20    | MED   | Mariano Torres    | 63' |
| 2     | DEL   | Christian Bolaños | 76' |
| 26    | DEL   | Daniel Colindres  | 62' |
| 24    | DEL   | Orlando Sinclair  | 63' |
| D. T. | D. T. | Mauricio Wright   |     |

| 23    | POR   | Leonel Moreira     |     |
| 12    | DEF   | Ian Smith          | 65' |
| 22    | DEF   | Giancarlo González |     |
| 4     | DEF   | Daniel Arreola     | 78' |
| 5     | DEF   | Yurguin Román      |     |
| 10    | MED   | Bryan Ruiz         | 76' |
| 11    | MED   | Alexander López    | 76' |
| 16    | MED   | Alonso Martínez    |     |
| 7     | MED   | Barlon Sequeira    | 45' |
| 8     | DEL   | Johan Venegas      |     |
| 9     | DEL   | Marcel Hernández   |     |
| D. T. | D. T. | Andrés Carevic     |     |

| 10 | MED | Marvin Angulo      | 56' |
| 7  | MED | Jossimar Pemberton | 62' |
| 9  | DEL | David Ramírez      | 63' |
| 6  | MED | Jaylon Hadden      | 63' |
| 14 | DEL | Ariel Rodríguez    | 76' |

| 17 | DEL | Carlos Mora      | 45' |
| 25 | MED | Aarón Suárez     | 65' |
| 26 | MED | Bernald Alfaro   | 76' |
| 28 | MED | Brandon Aguilera | 76' |
| 13 | DEF | Alexis Gamboa    | 78' |

| 38' · 53' · 58' (pen.) · 75' | Daniel Colindres Christian Bolañoss David Ramírez | 1:1 2:1 3:1 4:1 |

| 17' | Johan Venegas | 0:1 |

| 41' · 66' · 89' | Walter Cortés Aubrey David Jossimar Pemberton |

| 35' | Barlon Sequeira |

| Principal  | Juan Gabriel Calderón |
| Asistentes | Juan Carlos Mora      |
|            | William Chow          |
| Cuarto     | Carlos Salazar        |

|                    |     | [[Archivo:\|border\|30px]] |
| Tiros a puerta     | 8   | 4                          |
| Faltas             | 11  | 4                          |
| Saques de esquina  | 4   | 8                          |
| Penaltis           | 1   | 0                          |
| Fueras de juego    | 0   | 1                          |
| Posesión del balón | 53% | 47%                        |

| Alineación inicial |

|                            |
| Campeón Deportivo Saprissa |
| 2do. título                |